# 丹麥三月革命

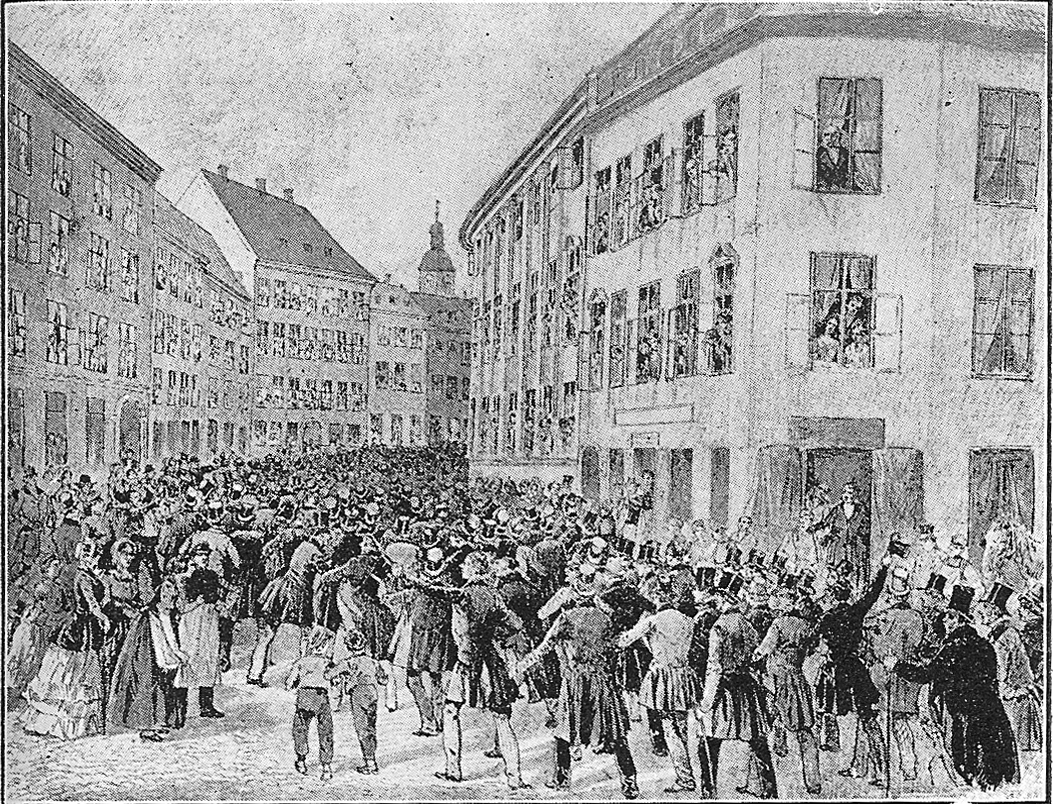
1848年3月21日，革命軍步至新克里斯蒂安堡 (丹麦)

丹麥三月革命（丹麥語：Martsrevolutionen i Danmark）是指發生於1848年的丹麥的一場革命，革命導致丹麥憲法的誕生與丹麥君主專制的終結。